# Teifi (Fluss)
Der River Teifi (Afon Teifi) ist ein Fluss in der Grafschaft Ceredigion, Wales, der unterhalb Cardigan ins Meer mündet. Das Einzugsgebiet des Flusses wird auf 1008 Quadratkilometer geschätzt. Die durchschnittliche jährliche Abflussmenge bei Glan Teifi beträgt 31,026 m³/s. Die maximale aufgezeichnete Abflussmenge (bis 1970) wurde am 17. Dezember 1965 mit 269,7 m³/s aufgezeichnet. Die durchschnittliche Niederschlagsmenge variiert von 155 mm im Jahr am Oberlauf bis zu 1176 mm im Jahr am Unterlauf des Flusses.

## Geographie

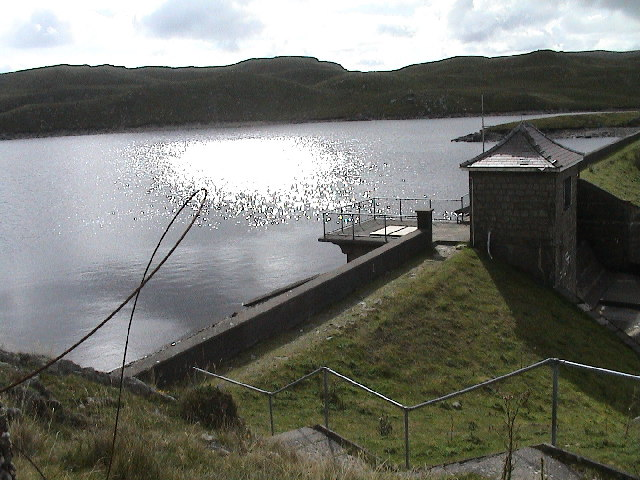
Llyn Teifi

Der Fluss hat seine Quelle im Llyn Teifi, einem von mehreren Seen, die in der Summe auch als Teifi Pools bezeichnet werden. Diese befinden sich im nördlichen Bereich der Grafschaft Ceredigion. Dieses ausgedehnte Gebiet in Mid-Wales, das recht dünn besiedelt ist, ist Teil einer Region, die manchmal als Wüste von Wales bezeichnet wird. Der Fluss passiert die Strata Florida Abbey und fließt durch Pontrhydfendigaid, bevor er den Hauptabschnitt seines Tales erreicht. Hier fließt er durch ein großes, geschütztes  Hochmoorgebiet, das Cors Caron oder Tregaron Bog. Während der folgenden 50 km mäandriert der Fluss in sanften Bögen, allgemein nach Südwesten, passiert die Dörfer und Städte Tregaron, Llanddewi Brefi, Cwmann, Lampeter, Llanybydder, Llandysul, Newcastle Emlyn, Cenarth, Llechryd und schließlich Cardigan. Der Fluss ist bereits unterhalb von Llechryd den Gezeiten unterworfen und erreicht Cardigan zwischen den steilen Ufern der Cilgerran Gorge hindurch. Unterhalb von Cardigan weitet sich der Fluss zu einem breiten Ästuar, an dessen Ufer das Seebad Poppit Sands liegt, bevor er sich in die Cardigan Bay entleert.